# Maria Troncatti
Maria Troncatti (16 de febrero de 1883 - 25 de agosto de 1969) fue una religiosa católica italiana de las Hermanas Salesianas de Don Bosco. Troncatti era de familia de agricultores y entró a esa congregación en 1907; trabajó como enfermera durante la Primera Guerra Mundial y formó parte de las misiones en Ecuador desde 1922 hasta su muerte en un accidente aéreo en 1969. Troncatti fue beatificada en Ecuador el 24 de noviembre de 2012. Será canonizada el 19 de octubre de 2025.

## Vida
Maria Troncatti nació en Italia en 1883 de padres agricultores pobres.
Durante su infancia asistió a clases de catecismo en su parroquia local y, en obediencia a su sacerdote, decidió esperar hasta la edad adulta antes de solicitar ser admitida en las Hermanas Salesianas.
Troncatti entró en las Hermanas Salesianas de Don Bosco el 15 de octubre de 1905 después de haber comenzado el período del noviciado y luego profesó sus votos el 17 de 1908 en Nizza Monferrato. Su padre se desmayó cuando ella se fue debido al dolor de la separación. Pasó este tiempo en Varazze en Liguria. Troncatti sufrió una grave infección en 1909 y más tarde contrajo fiebre tifoidea ; esto motivó la visita de Michele Rua, quien la bendijo. En 1915 aprobó un curso especial de enfermería y utilizó esta formación durante la Primera Guerra Mundial, atendiendo a soldados enfermos y heridos; también trabajó para la Cruz Roja mientras estuvo destinada en Varazze.
Troncatti fue enviada a las misiones en Ecuador el 9 de noviembre de 1922 para una misión de evangelización para trabajar entre la tribu Shuar en la selva amazónica ecuatoriana; después de establecerse allí, los miembros de la tribu la apodaron "Mamacita". De camino a Ecuador, ella y sus compañeras religiosas abordaron un tren a Marsella, en Francia, y pasaron más de dos semanas en un barco hasta Panamá; luego fue a Guayaquil-Ecuador en diciembre. Su primer encuentro con los nativos amenazó su vida: la hija del jefe de la tribu fue herida por una bala perdida en el fuego cruzado entre dos tribus en guerra, entonces la religiosa fue amenazada de muerte si no podía salvar a la niña; Troncatti la operó y salvó la vida de la niña en una acción que le valió el respeto y la admiración de los nativos.  También sirvió en Ecuador como catequista y enfermera. Antes de cumplir 85 años, en 1968, escribió una carta a sus familiares en Brescia y les dijo que, a pesar de sus deseos de reunirse con ella, su edad hacía difícil el viaje y no podía partir debido a su misión.
Troncatti murió el 25 de agosto de 1969 en un accidente aéreo en ciudad de Sucúa, Ecuador. El pequeño avión se estrelló poco después de despegar en el borde del bosque que ella mismo había bautizado como la "patria del corazón". En ese avión viajaban otros dos religiosos que lograron sobrevivir: los tres se dirigían a Quito para un retiro espiritual anual.

## Canonización
El proceso diocesano fue inaugurado el 7 de septiembre de 1986 y concluyó sus actividades el 25 de octubre de 1987. El 12 de noviembre de 2008 por su heroica virtud el papa Benedicto XVI declaró a Troncatti venerable. Un milagro por intercesión de María Troncatti fue la curación de Josefa Yolanda Solórzano Pisco. Troncatti fue beatificada el 24 de noviembre de 2012 en Ecuador y presidió la celebración en nombre del papa el cardenal Angelo Amato. El postulador de esta causa es Pierluigi Carmenoni. Se investigó un segundo milagro y el proceso fue aprobado por el papa Francisco el 25 de noviembre de 2024. El 13 de junio de 2025, en el primer consistorio ordinario público del papa León XIV, se decretó que Troncatti sería canonizada el 19 de octubre de 2025.